# Val Avery
Val Avery, nato Sebouh Der Abrahamian (Filadelfia, 14 luglio 1924 – New York, 12 dicembre 2009), è stato un attore statunitense di origini armene.
Recitò in oltre 100 film dal 1956 al 2004 e apparve in 60 serie televisive dal 1953 al 2001.

## Biografia
Nato da genitori armeni (suo padre giunse negli Stati Uniti nel 1907, mentre sua madre fu l'attrice Arousiak Abrahamian), durante la Seconda Guerra Mondiale si arruolò come istruttore di volo.
Nel 1953 sposò l'attrice Margot Stevenson con cui rimase fino alla morte e da cui ebbe una figlia, Margot.
Avery morì il 12 dicembre 2009, all'età di ottantacinque anni, nella sua casa di Greenwich Village a New York.

## Filmografia

### Cinema
- Il colosso d'argilla (The Harder They Fall), regia di Mark Robson (1956)
- Nel fango della periferia (Edge of the City), regia di Martin Ritt (1957)
- La lunga estate calda (The Long, Hot Summer), regia di Martin Ritt (1958)
- La via del male (King Creole), regia di Michael Curtiz (1958)
- Il giorno della vendetta (Last Train from Gun Hill), regia di John Sturges (1959)
- I magnifici sette (The Magnificent Seven), regia di John Sturges (1960)
- Blues di mezzanotte (Too Late Blues), regia di John Cassavetes (1961)
- Una faccia piena di pugni (Requiem for a Heavyweight), regia di Ralph Nelson (1962)
- Hud il selvaggio (Hud), regia di Martin Ritt (1963)
- Strano incontro (Love with the Proper Stranger), regia di Robert Mulligan (1963)
- Satan's Bed, regia di Michael Findley (1965)
- La doppia vita di Sylvia West (Sylvia), regia di Gordon Douglas (1965)
- La carovana dell'alleluia (The Hallelujah Trail), regia di John Sturges (1965)
- Wild Wild Winter, regia di Lennie Weinrib (1966)
- Nevada Smith, regia di Henry Hathaway (1966)
- U-112 assalto al Queen Mary (Assault on a Queen), regia di Jack Donohue (1966)
- Hombre, regia di Martin Ritt (1967)
- Non si maltrattano così le signore (No Way to Treat a Lady), regia di Jack Smight (1968)
- Le stelle si vedono di giorno (The Pink Jungle), regia di Delbert Mann (1968)
- Volti (Faces), regia di John Cassavetes (1968)
- La fratellanza (The Brotherhood), regia di Martin Ritt (1968)
- Gli intoccabili, regia di Giuliano Montaldo (1969)
- La stirpe degli dei (A Dream of Kings), regia di Daniel Mann (1969)
- The Traveling Executioner, regia di Jack Smight (1970)
- Punto zero (Vanishing Point), regia di Richard C. Sarafian (1971)
- Rapina record a New York (The Anderson Tapes), regia di Sidney Lumet (1971)
- Una fattoria a New York City (Who Says I Can't Ride a Rainbow!), regia di Edward Mann (1971)
- Minnie and Moskowitz, regia di John Cassavetes (1971)
- Black Caesar - Il Padrino nero (Black Caesar), regia di Larry Cohen (1973)
- Papillon, regia di Franklin J. Schaffner (1973)
- L'ispettore Martin ha teso la trappola (The Laughing Policeman), regia di Stuart Rosenberg (1973)
- The Legend of Hillbilly John, regia di John Newland (1974)
- Roulette russa (Russian Roulette), regia di Lou Lombardo (1975)
- Let's Do It Again, regia di Sidney Poitier (1975)
- In tre sul Lucky Lady (Lucky Lady), regia di Stanley Donen (1975)
- L'assassinio di un allibratore cinese (The Killing of a Chinese Bookie), regia di John Cassavetes (1976)
- Balordi & Co. - Società per losche azioni capitale interamente rubato $ 1.000.000 (Harry and Walter Go to New York), regia di Mark Rydell (1976)
- Gli eroi (Heroes), regia di Jeremy Kagan (1977)
- Up in Smoke, regia di Lou Adler (1978)
- Tiro incrociato (Love and Bullets), regia di Stuart Rosenberg (1979)
- The Wanderers - I nuovi guerrieri (The Wanderers), regia di Philip Kaufman (1979)
- Amityville Horror (The Amityville Horror), regia di Stuart Rosenberg (1979)
- Brubaker, regia di Stuart Rosenberg (1980)
- Una notte d'estate (Gloria) (Gloria), regia di John Cassavetes (1980)
- Gli eletti (The Chosen), regia di Jeremy Kagan (1981)
- Chiamami aquila (Continental Divide), regia di Michael Apted (1981)
- Choices, regia di Silvio Narizzano (1981)
- Pelle di sbirro (Sharky's Machine), regia di Burt Reynolds (1981)
- Assignment Berlin, regia di Hrayr Toukhanian (1982)
- Un giocatore troppo fortunato (Jinxed!), regia di Don Siegel (1982)
- La stangata II (The Sting II), regia di Jeremy Kagan (1983)
- Soldi facili (Easy Money), regia di James Signorelli (1983)
- Il Papa del Greenwich Village (The Pope of Greenwich Village), regia di Stuart Rosenberg (1984)
- Too Scared to Scream, regia di Tony Lo Bianco (1985)
- Cobra, regia di George P. Cosmatos (1986)
- Il messaggero (The Messenger), regia di Fred Williamson (1986)
- Donnie Brasco, regia di Mike Newell (1997)
- A Fish in the Bathtub, regia di Joan Micklin Silver (1999)
- The Specialist (In the Shadows), regia di Ric Roman Waugh (2001)
- Blueberry, regia di Jan Kounen (2004)

### Televisione
- Lux Video Theatre – serie TV, un episodio (1953)
- Robert Montgomery Presents – serie TV, un episodio (1955)
- The Big Story – serie TV, 2 episodi (1954-1956)
- Playhouse 90 – serie TV, un episodio (1956)
- There Shall Be No Night – film TV (1957)
- I racconti del West (Zane Grey Theater) – serie TV, un episodio (1957)
- Kraft Television Theatre – serie TV, un episodio (1958)
- The Lineup – serie TV, un episodio (1959)
- Border Patrol – serie TV, un episodio (1959)
- Peter Gunn – serie TV, episodio 2x01 (1959)
- Mike Hammer – serie TV, un episodio (1959)
- Johnny Staccato (Johnny Staccato) – serie TV, episodio 1x06 (1959)
- The Lawless Years – serie TV, 2 episodi (1959)
- Play of the Week – serie TV, un episodio (1959)
- Il canto della culla (Cradle Song) – film TV (1960)
- Bonanza – serie TV, un episodio (1960)
- Hong Kong – serie TV, episodio 1x09 (1960)
- Gli intoccabili (The Untouchables) – serie TV, 2 episodi (1960)
- Ai confini della realtà (The Twilight Zone) – serie TV, un episodio (1960)
- Tales of Wells Fargo – serie TV, un episodio (1961)
- Armstrong Circle Theatre – serie TV, 10 episodi (1956-1961)
- Have Gun - Will Travel – serie TV, episodio 4x26 (1961)
- Gli uomini della prateria (Rawhide) – serie TV, un episodio (1961)
- The Asphalt Jungle – serie TV, un episodio (1961)
- The Investigators – serie TV, episodio 1x12 (1961)
- Everglades – serie TV, episodio 1x32 (1962)
- La città in controluce (Naked City) – serie TV, un episodio (1963)
- The Nurses – serie TV, episodio 2x05 (1963)
- La parola alla difesa (The Defenders) – serie TV, 2 episodi (1963)
- Assistente sociale (East Side/West Side) – serie TV, 5 episodi (1963-1964)
- Il reporter (The Reporter) – serie TV, episodio 1x03 (1964)
- Mr. Broadway – serie TV, episodio 1x09 (1964)
- Slattery's People – serie TV, un episodio (1965)
- The Crisis (Kraft Suspense Theatre) – serie TV, 3 episodi (1965)
- I mostri (The Munsters) – serie TV, 2 episodi (1964-1965)
- Daniel Boone – serie TV, un episodio (1965)
- Get Smart – serie TV, un episodio (1965)
- Honey West – serie TV, episodio 1x10 (1965)
- Il virginiano (The Virginian) – serie TV, episodio 4x22 (1966)
- I giorni di Bryan (Run for Your Life) – serie TV, un episodio (1966)
- Squadra speciale anticrimine (The Felony Squad) – serie TV, episodio 1x04 (1966)
- Le spie (I Spy) – serie TV, episodio 2x08 (1966)
- Laredo – serie TV, un episodio (1966)
- I giorni della paura (The Dangerous Days of Kiowa Jones) – film TV (1966)
- Il fuggiasco (The Fugitive) – serie TV, 4 episodi (1965-1967)
- Gli invasori (The Invaders) – serie TV, un episodio (1967)
- Dragnet – serie TV, un episodio (1967)
- Iron Horse – serie TV, un episodio (1967)
- Mr. Terrific – serie TV, un episodio (1967)
- Selvaggio west (The Wild Wild West) – serie TV, 2 episodi (1966-1967)
- CBS Playhouse – serie TV, un episodio (1967)
- Lancer – serie TV, episodio 1x06 (1968)
- Al banco della difesa (Judd for the Defense) – serie TV, un episodio (1968)
- N.Y.P.D. – serie TV, un episodio (1968)
- Tony e il professore (My Friend Tony) – serie TV, un episodio (1969)
- Gunsmoke – serie TV, 4 episodi (1957-1969)
- Reporter alla ribalta (The Name of the Game) – serie TV, un episodio (1970)
- The Bold Ones: The Lawyers – serie TV, un episodio (1970)
- A Tattered Web – film TV (1971)
- Mod Squad, i ragazzi di Greer (The Mod Squad) – serie TV, 2 episodi (1968-1971)
- I nuovi medici (The Bold Ones: The New Doctors) – serie TV, un episodio (1971)
- Uno sceriffo a New York (McCloud) – serie TV, 2 episodi (1971-1972)
- Un vero sceriffo (Nichols) – serie TV, 2 episodi (1972)
- Missione impossibile (Mission: Impossible) – serie TV, 4 episodi (1968-1972)
- Firehouse – film TV (1973)
- Ironside – serie TV, 2 episodi (1972-1973)
- Madigan – serie TV, un episodio (1973)
- Shaft – serie TV, un episodio (1973)
- Blood Sport – film TV (1973)
- La strana coppia (The Odd Couple) – serie TV, un episodio (1973)
- F.B.I. (The F.B.I.) – serie TV, 4 episodi (1966-1974)
- Kojak – serie TV, un episodio (1974)
- Cannon – serie TV, 2 episodi (1972-1974)
- Mannix – serie TV, 4 episodi (1970-1974)
- Barnaby Jones – serie TV, 4 episodi (1973-1974)
- Sulle strade della California (Police Story) – serie TV, 2 episodi (1973-1974)
- Archer – serie TV, un episodio (1975)
- The Law – miniserie TV, 3 episodi (1975)
- Colombo (Columbo) – serie TV, 4 episodi (1971-1975)
- McCoy – serie TV, un episodio (1975)
- Stonestreet: Who Killed the Centerfold Model? – film TV (1977)
- Starsky & Hutch (Starsky and Hutch) – serie TV, un episodio (1977)
- Baretta – serie TV, 2 episodi (1976-1977)
- Nel tunnel dei misteri con Nancy Drew e gli Hardy Boys (The Hardy Boys/Nancy Drew Mysteries) – serie TV, 2 episodi (1977)
- L'uomo di Atlantide (Man from Atlantis) – serie TV, un episodio (1977)
- Switch – serie TV, 2 episodi (1976-1978)
- Quincy (Quincy M.E.) – serie TV, 4 episodi (1977-1981)
- Lobo (The Misadventures of Sheriff Lobo) – serie TV, un episodio (1981)
- The Streets – film TV (1984)
- Hardcastle & McCormick (Hardcastle and McCormick) – serie TV, un episodio (1984)
- Fuori nel buio (Out of the Darkness) – film TV (1985)
- Madre coraggio (Courage) – film TV (1986)
- New York New York (Cagney & Lacey) – serie TV, un episodio (1987)
- Venerdì 13 (Friday the 13th) – serie TV, un episodio (1988)
- Men – serie TV, un episodio (1989)
- Moonlighting – serie TV, un episodio (1989)
- Hunter – serie TV, un episodio (1989)
- Teamster Boss: The Jackie Presser Story – film TV (1992)
- Counterstrike – serie TV, un episodio (1992)
- Secret Service – serie TV, un episodio (1992)
- Civil Wars – serie TV, un episodio (1992)
- Assault at West Point: The Court-Martial of Johnson Whittaker – film TV (1994)
- Law & Order - I due volti della giustizia (Law & Order) – serie TV, 2 episodi (1991-1996)
- Gold Coast – film TV (1997)
- 100 Centre Street – serie TV, un episodio (2001)

## Doppiatori italiani
Nelle versioni in italiano delle opere in cui ha recitato, Val Avery è stato doppiato da:
- Mario Mastria in La carovana dell'alleluia, Nevada Smith
- Ferruccio Amendola in Hombre, Non si maltrattano così le signore
- Renato Mori in Brubaker, Cobra
- Manlio Busoni ne Il giorno della vendetta
- Renato Turi ne I magnifici sette
- Daniele Tedeschi in In tre sul Lucky Lady
- Roberto Villa in Balordi & Co. - Società per losche azioni capitale interamente rubato $ 1.000.000
- Arturo Dominici in Starsky & Hutch
- Gino Donato in Colombo (ep. 3x08)
- Erasmo Lo Presto in Law & Order - I due volti della giustizia (ep. 7x07)
- Franco Chillemi in Donnie Brasco
- Emidio La Vella in Blueberry